# Daniel Hannan
Daniel John Hannan, född 1 september 1971, är en brittisk journalist, författare och politiker. Han satt i Europaparlamentet för Konservativa partiet och representerade distriktet sydöstra England. I Europaparlamentet satt han i den politiska gruppen Gruppen Europeiska konservativa och reformister (ECR). Han var även generalsekreterare i Alliansen europeiska konservativa och reformister (AECR). 
Hannan valdes först till Europaparlamentet vid Europaparlamentsvalet 1999. Han uteslöts ur Europeiska folkpartiets grupp (kristdemokrater) 2008, och satt därefter med Grupplösa i Europaparlamentet. Han gick med i ECR med sina kollegor i Konservativa partiet när den skapades 2009, och blev generalsekreterare i dess systerparti AECR. Hannan är euroskeptiker och unionist, och han är starkt kritisk till europeisk integration.
Hannan är även journalist, och har skrivit ledare och skriver för tillfället på en blogg för The Daily Telegraph. Han har dessutom publicerat flera böcker som argumenterar för demokratiska reformer.